# Джрарат (Армавір)
Джрарат (вірм. Ջրառատ) — село у марзі Армавір, на заході Вірменії. Село розташоване на правому березі річки Севджур, на ділянці Вірменської залізниці Масіс — Армавір (станція Ечміадзин), за 11 км на південь від міста Вагаршапат, за 3 км на північний захід від села Аракс, за 2 км на захід від села Мецамор, за 2 км на південь від села Лусагюх, за 3 км на південний схід від села Джрарбі та за 4 км на схід від села Єрасхаун.